# 茅ケ崎駅

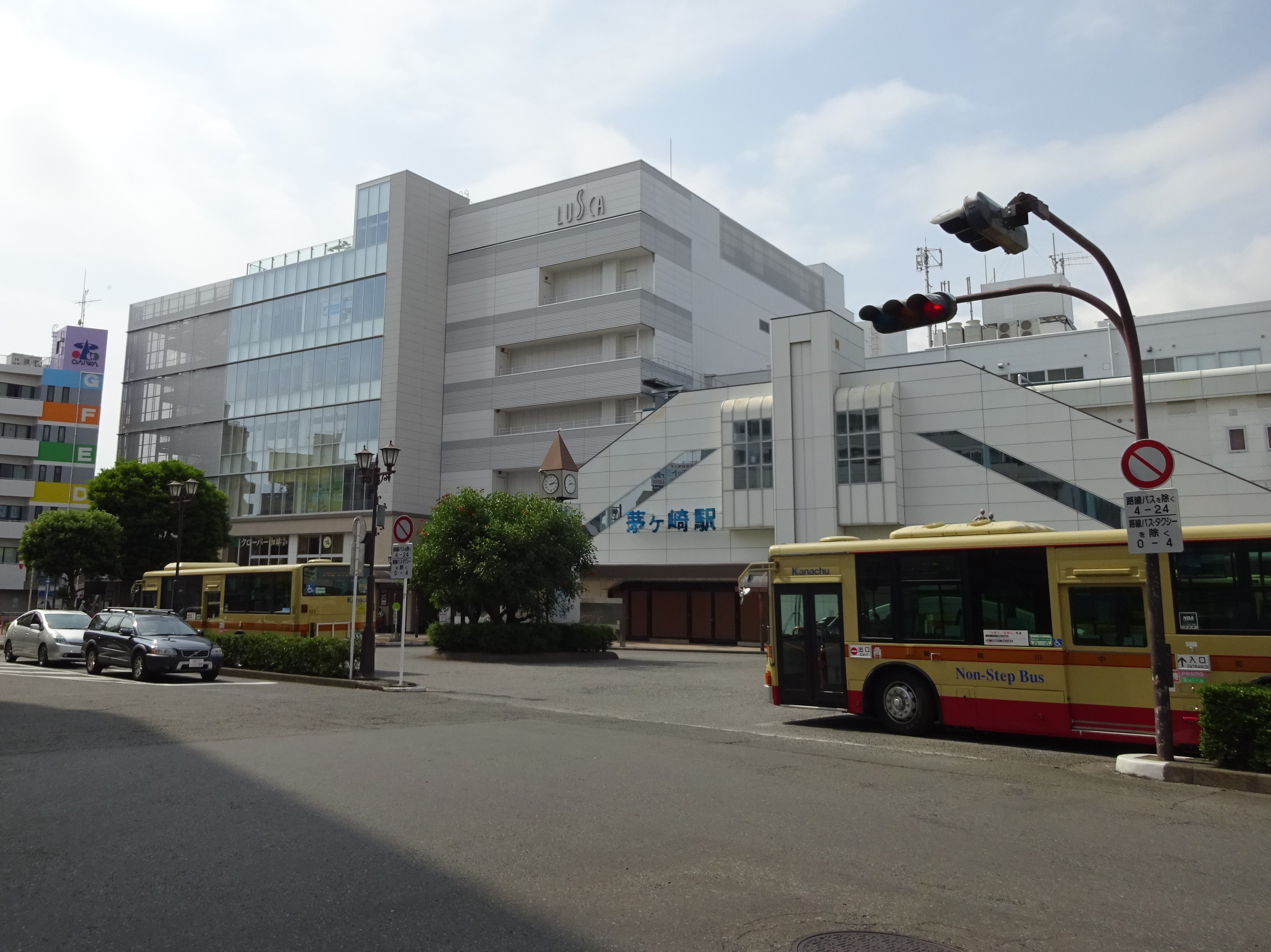
南口（2016年8月）

茅ケ崎駅（ちがさきえき）は、神奈川県茅ヶ崎市元町にある、東日本旅客鉄道（JR東日本）の駅。
所在地は「茅ヶ崎」市だが、駅名は「茅ケ崎」となっている。

## 乗り入れ路線
当駅の所属線である東海道本線と、当駅を起点とする相模線の2路線が乗り入れている。東海道本線には「JT 10」の駅番号が設定されている。
東海道本線は東京駅発着系統と、新宿駅経由で大宮駅から高崎線に直通する湘南新宿ライン、東京駅経由で上野駅から宇都宮線・高崎線に直通する上野東京ラインが停車する。なお東海道本線の運転系統については「東海道線 (JR東日本)」を参照のこと。

## 歴史

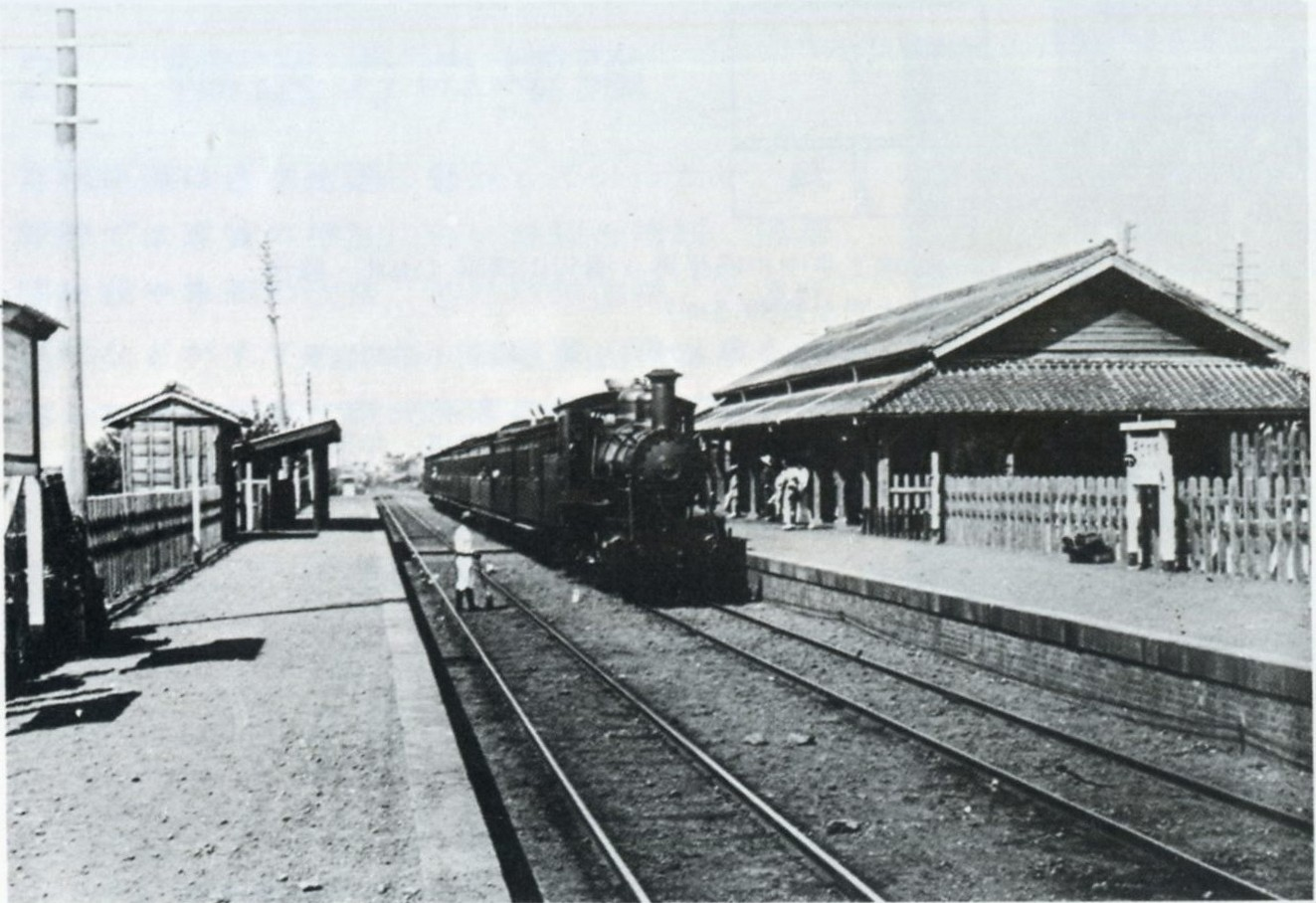
開業当時の構内（1898年頃）

- 1898年（明治31年）6月15日：鉄道省東海道本線の駅として開業[1]。旅客・貨物取り扱いを開始[1]。
- 1921年（大正10年）9月28日：相模鉄道相模線が開業[3]。
- 1944年（昭和19年）6月1日：相模鉄道相模線が国有化され[3]、運輸通信省（後の日本国有鉄道）相模線となる。
- 1959年（昭和34年）5月15日：午後2時5分頃、構内で貨物列車が脱線。これに上り湘南電車が接触して脱線転覆、乗客の修学旅行中の中学生20数人が重軽傷を負った。
- 1966年（昭和41年）9月20日：跨線橋を増設[4]。
- 1984年（昭和59年）
  - 2月1日：車扱貨物の取り扱いを廃止[1]。有蓋車用の貨物ホームが設置されていた。
  - 12月15日：橋上駅に改築[5]。
- 1985年（昭和60年）
  - 3月14日：荷物取り扱いを廃止[1]。
  - 4月19日：駅ビル「茅ヶ崎ルミネ」が開業[6]。
- 1987年（昭和62年）4月1日：国鉄分割民営化により、東日本旅客鉄道の駅となる[1]。
- 1994年（平成6年）12月3日：貨物線上に湘南ライナー専用ホームが設置され[7]3･4番線となり、旅客線ホームは5･6番線となる。
- 1996年（平成8年）10月頃：北口バスターミナルの大改修工事に着工。
- 1998年（平成10年）10月1日：北口バスターミナルの大改修工事が竣工。
- 2001年（平成13年）11月18日：ICカード「Suica」供用開始。
- 2006年（平成18年）3月1日：駅ビル「茅ヶ崎ルミネ」が「茅ヶ崎ラスカ」に改称される。
- 2009年（平成21年）3月1日：北口バスターミナルより成田国際空港への連絡バスが運行開始。
- 2014年（平成26年）10月1日：5・6番線の発車メロディをサザンオールスターズの「希望の轍」に変更[8]。
- 2015年（平成27年）
  - 4月30日：びゅうプラザの営業を終了。
  - 11月20日：駅ビル「茅ヶ崎ラスカ」大規模増床工事が竣工[9]。
- 2021年（令和3年）9月28日：1・2番線の発車メロディを加山雄三の「海 その愛」に変更[注釈 1][10][11][12]。
- 2022年（令和4年）3月11日：1・2番線の発車メロディ「海 その愛」が相模線ワンマン化により消滅。
- 2023年（令和5年）9月27日 - 28日・30日 - 10月1日:茅ヶ崎公園野球場で開催されたロックバンド・サザンオールスターズの『茅ヶ崎ライブ2023』開催に伴う臨時特急「えぼし」を東京駅から当駅間で運転[13]。

## 駅構造
島式ホーム3面6線(7線：2-3番線間に1本ある)を有する地上駅で、自由通路のある橋上駅舎を有している。エレベーター、エスカレーター、多目的トイレ、点字運賃表が設置されている。
構内には飲料の自動販売機・公衆電話・公衆トイレ、コンビニエンスストアのNewDays、駅ビルのLUSCAがある。現在の改札内トイレおよび観光案内所の場所には、かつてロッテリアが入居しており、改札内外双方から利用することが出来た。2007年頃に閉店し、現改札口付近にあった手狭なトイレが移転拡張した。また、2016年の駅ビル増築工事前までは、改札外に大船軒が営業していた。
湘南・相模統括センターの所在駅である。直営駅（駅長配置）でもあり、管理駅として相模線の北茅ケ崎駅 - 倉見駅間の各駅を管理している。湘南・相模統括センターとしては、東海道線の藤沢駅 - 大磯駅の各駅と、相模線内の全駅、横浜線の橋本駅、相模原駅、矢部駅、淵野辺駅の駅業務及び旧茅ケ崎運輸区が受け持っていた相模線の乗務、旧橋本CTCセンターが受け持っていた相模線の運行管理と橋本駅の信号業務を統括している。みどりの窓口・自動券売機・指定席券売機・自動改札機・自動精算機が設置されている。

### のりば
| 番線 | 路線                       | 方向 | 行先                                   | 備考                     |
| ---- | -------------------------- | ---- | -------------------------------------- | ------------------------ |
| 1・2 | ■相模線                    | 下り | 厚木・海老名・橋本方面                 |                          |
| 3    | 東海道線 （□特急「湘南」） | 上り | 品川・東京・新宿方面                   | 東海道貨物線上のホーム   |
| 4    | 東海道線 （□特急「湘南」） | 下り | 平塚・国府津・小田原方面               | 東海道貨物線上のホーム   |
| 5    | 東海道線                   | 上り | 横浜・品川・東京・上野・渋谷・新宿方面 | 一部の特急「湘南」も使用 |
| 5    | 上野東京ライン             | 上り | 横浜・品川・東京・上野・渋谷・新宿方面 | 一部の特急「湘南」も使用 |
| 5    | 湘南新宿ライン             | 上り | 横浜・品川・東京・上野・渋谷・新宿方面 | 一部の特急「湘南」も使用 |
| 6    | 東海道線                   | 下り | 小田原・熱海・沼津方面                 | 一部の特急「湘南」も使用 |

（出典：JR東日本:駅構内図）
- 3・4番線は東海道貨物線にあるホームである。通常、貨物線を経由する旅客列車は特急「湘南」（2021年3月12日まではライナー）のみであるため、旅客案内上では特急専用ホームとされ、特急「湘南」の運行時間帯外は閉鎖されている。同ホームの駅名標における隣駅表記は上り方が「藤沢」、下り方が「平塚」である。このホームの有効長は10両分であるため、12両編成のE351系が「おはようライナー新宿号」「ホームライナー小田原号」に充当されていた当時、当駅に停車する際には1 - 3号車のドアがドアカットとなり締切扱いにされていた。なお、旅客線を経由する特急「湘南」は5・6番線に停車する。
  - なお、2021年3月13日ダイヤ改正で、ライナーは全て特急「湘南」に格上げされ、藤沢駅と共にすべての列車が停車する[16]。
- ホームの有効長は1・2番線が4両、3・4番線が前述の通り10両、5・6番線が15両である。
- 1・2番線の橋本寄りの端の嵩上げされていない部分に烏帽子岩のモニュメントがある。また、かつて使用された腕木式信号機が保存されている。
- かつては5.6番ホーム上にKIOSKが営業していた。
- 東海道線の平塚止まりで、平塚駅で上りホーム到着となる列車では、国府津・小田原方面に向かう乗客に対して、当駅で乗り換えを促す車内放送を流す場合がある。これは平塚駅での乗り換えが階段やエレベーター・エスカレーターでの移動を伴うためである。
- 辻堂駅 - 当駅間および当駅 - 平塚駅間に旅客線と貨物線との渡り線が設置されている[注釈 2]。前者はサンライズエクスプレスの経路として、後者は特急「湘南」の経路として恒常的に使用される。また、稀に当駅の旅客線ホームが人身事故などで使用停止となったとき、普通列車などが迂回する際にも使用されることがあるが、この場合は有効長の関係から15両編成の列車は臨時通過となる。同様の構造は同じく東海道本線の横浜駅・戸塚駅（東海道線と横須賀線）付近のほか、東北本線（旅客線・貨物線）の通過駅である川口駅（京浜東北線）にもみられる。

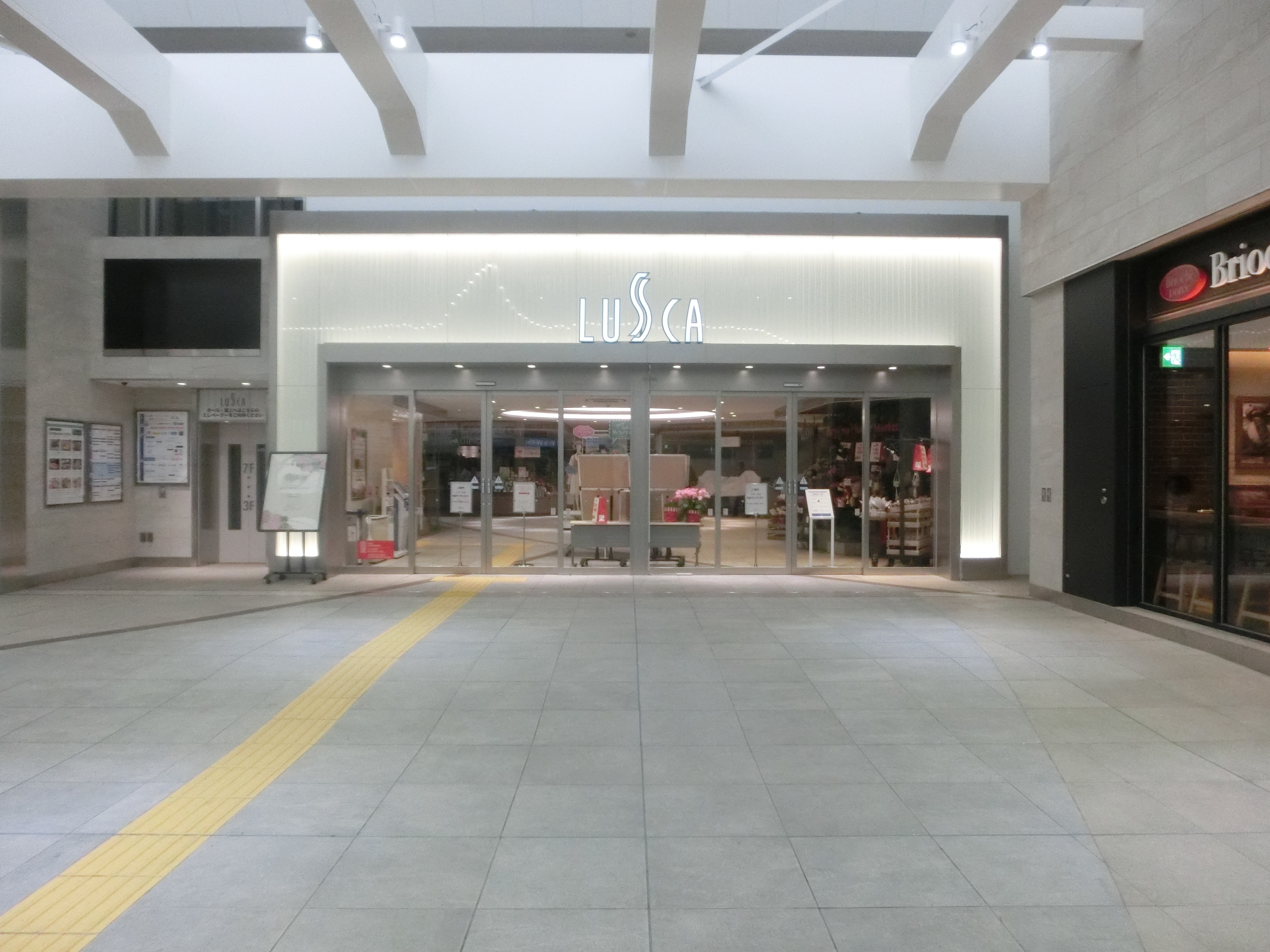
茅ヶ崎ラスカ駅構内側入口（2016年）
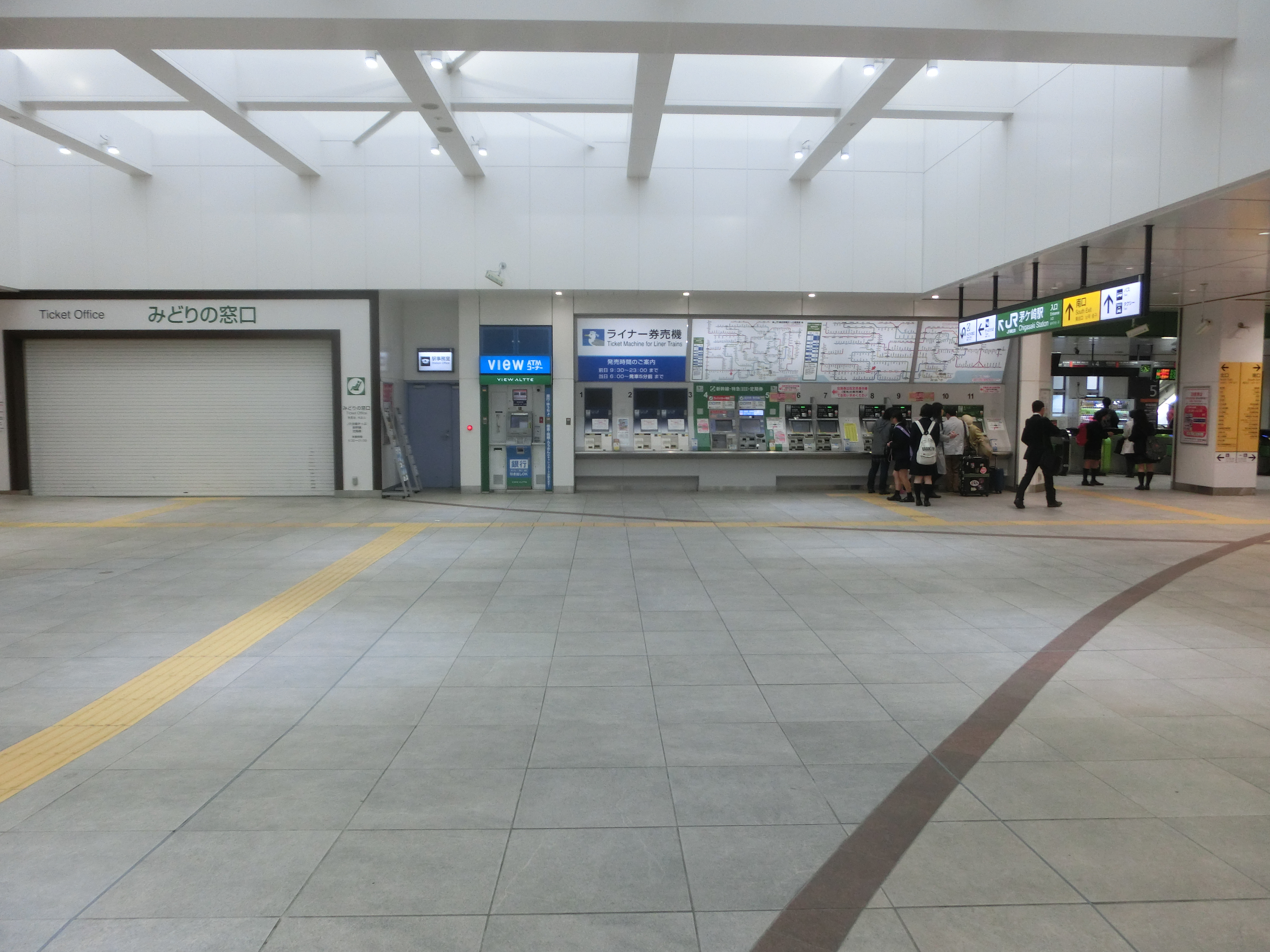
JR茅ケ崎駅の券売機とみどりの窓口（2016年）
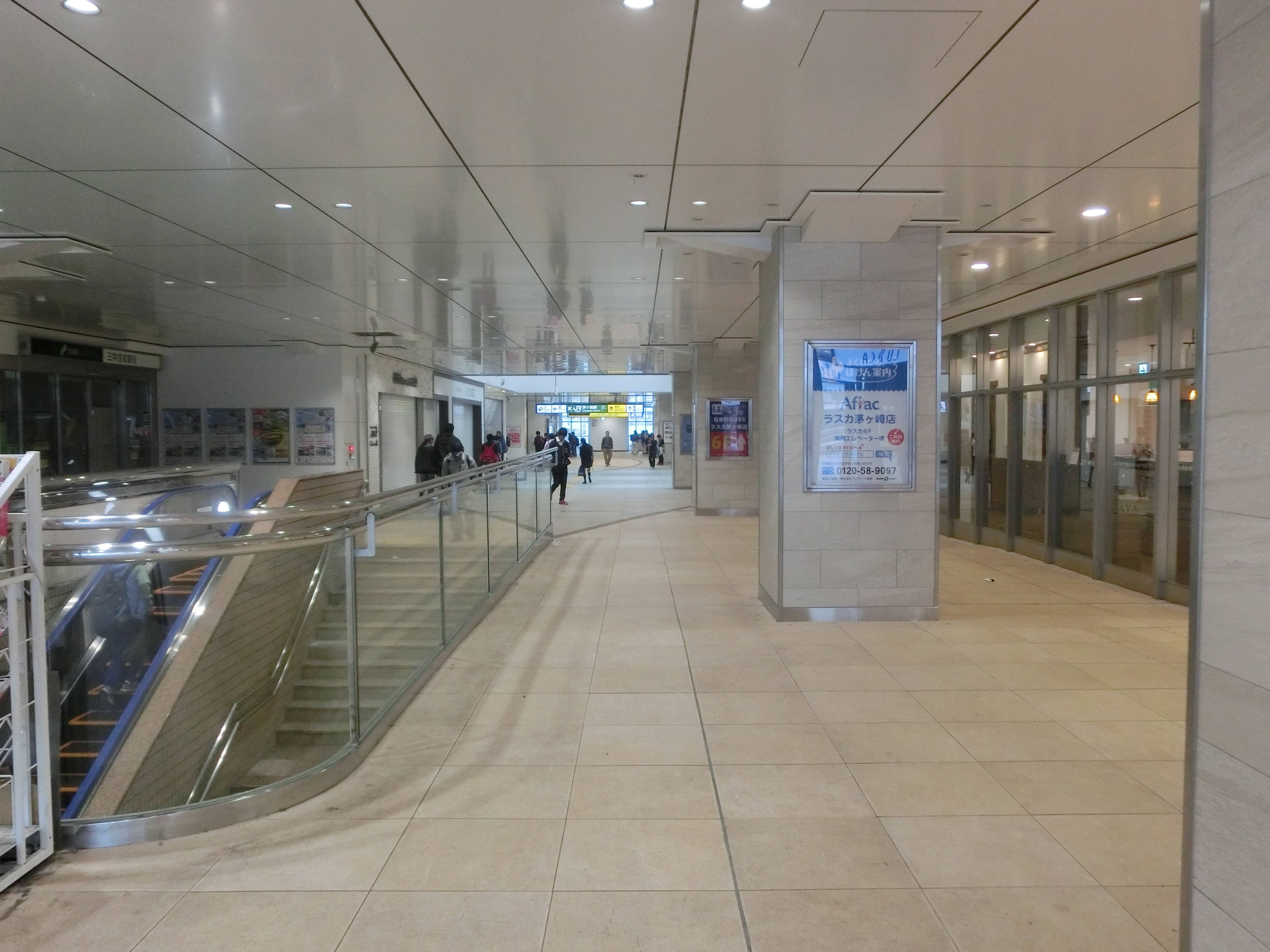
JR茅ケ崎駅の改札外北口コンコース（2016年）
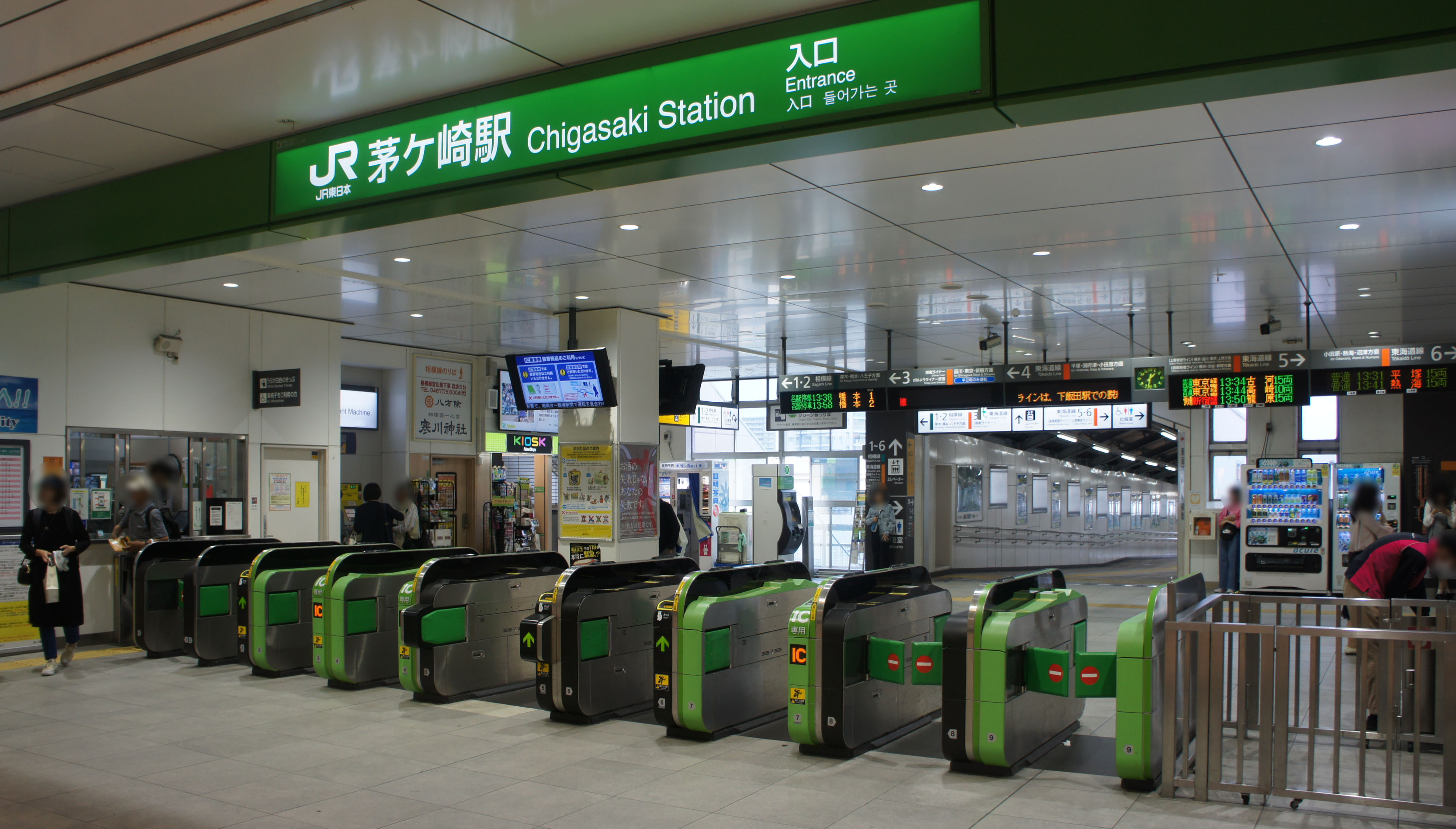
改札口（2019年6月）
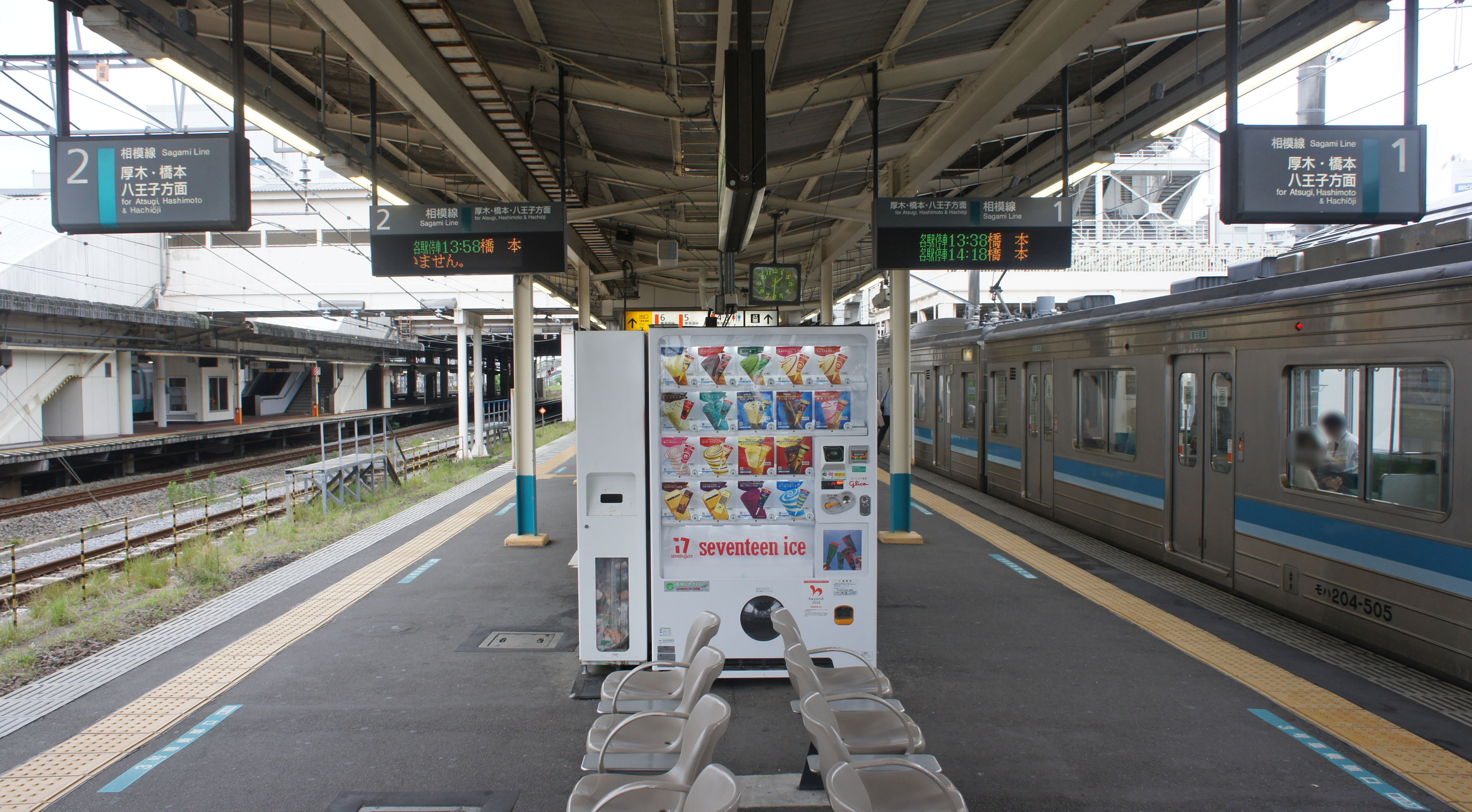
1・2番線（相模線）ホーム（2019年6月）
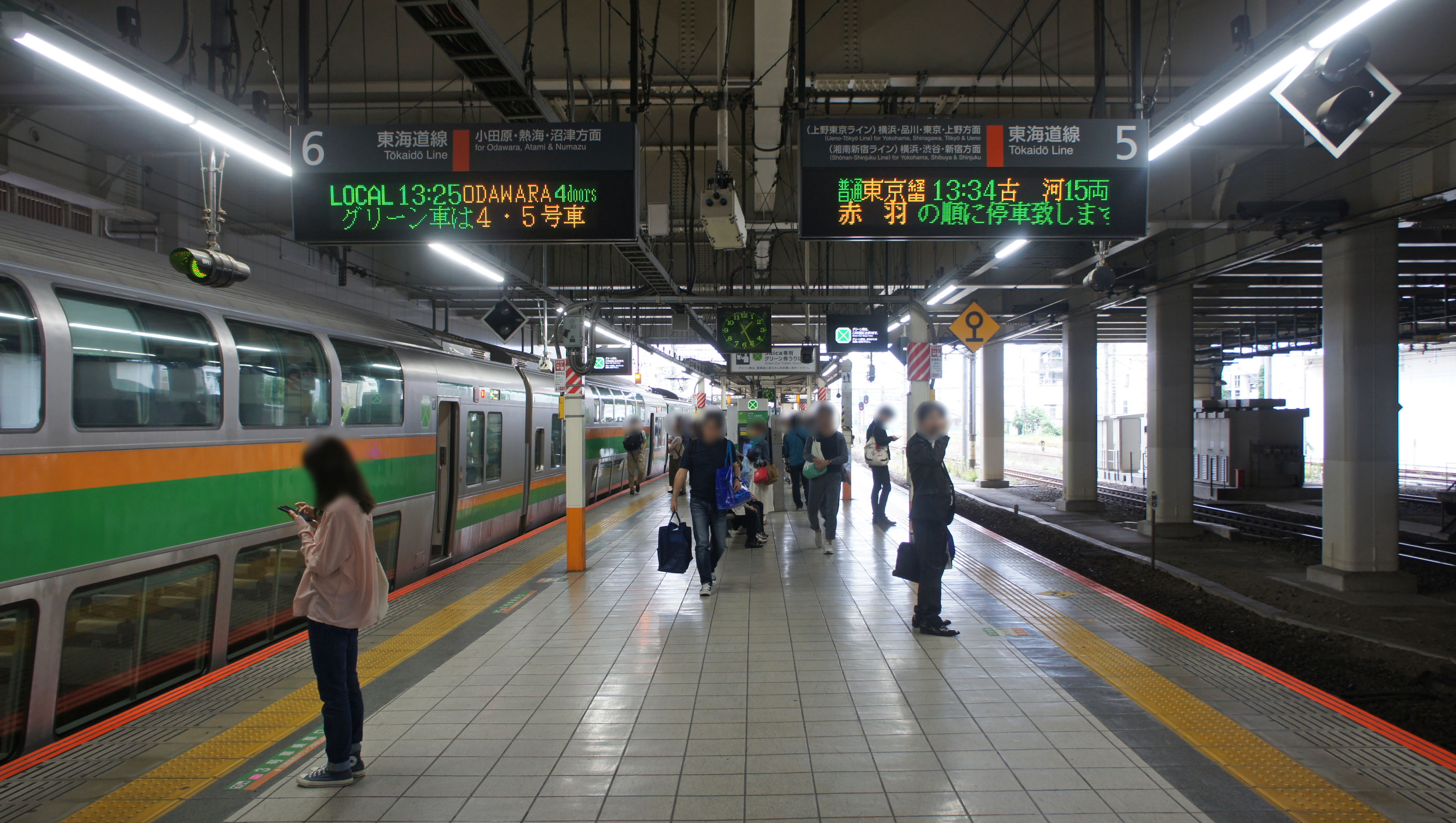
5・6番線（東海道線）ホーム（2019年6月）
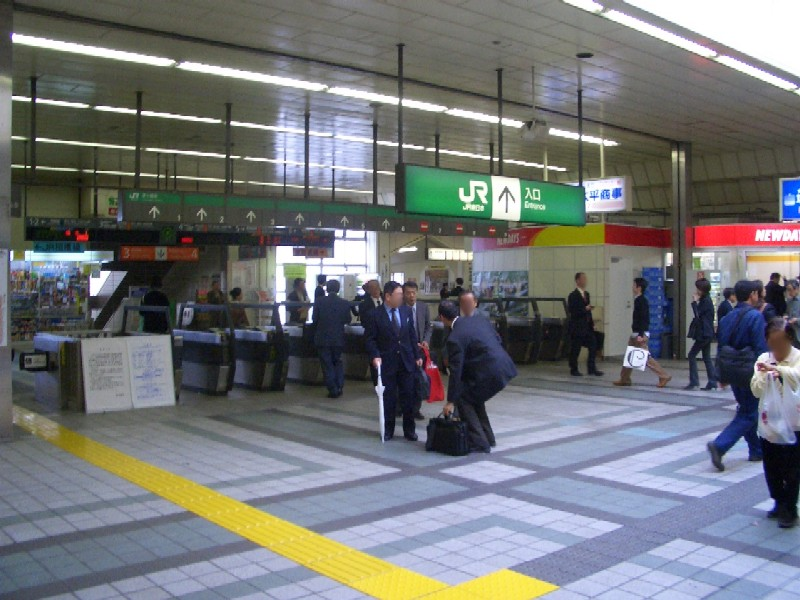
リニューアル前の改札口（2004年11月）

## 駅ビル
ラスカ茅ヶ崎（ラスカちがさき）は、神奈川県茅ヶ崎市の茅ケ崎駅北口から南口西側にかけて所在する、JR横浜湘南シティクリエイトが運営する駅ビル。
元々は、1985年4月19日に「ルミネ茅ヶ崎」として開業したが、運営会社であった「株式会社茅ヶ崎ルミネ」が、湘南ステーションビル株式会社（現: JR横浜湘南シティクリエイト）に吸収合併されたため、2005年3月1日ラスカに改称された。
ラスカは他に3駅（熱海駅・小田原駅・平塚駅）に存在する。

### 構成
地上6階（屋上あり）、地下1階（駐車場）。
- 屋上 - 屋上庭園
- 6階 - 飲食・ヘアカット・保育園
- 5階 - 服飾・雑貨
- 4階 - 服飾・雑貨
- 3階 - 菓子・服飾・雑貨・カフェ
- 2階 - スーパー・ドラッグストア
- 1階 - 食品・ベーカリー
- 地下1階 - 駐車場

## 利用状況
2023年度（令和5年度）の1日平均乗車人員は51,508人である。JR東日本の駅としては大塚駅に次いで第84位である。相模線内では橋本駅に次いで2番目に多い。
1995年度（平成7年度）以降の1日平均乗車人員は下表の通りである。
| 年度               | 1日平均 乗車人員 | 出典                |
| ------------------ | ---------------- | ------------------- |
| 1995年（平成07年） | 57,708           | [ 乗降データ 2 ]    |
| 1998年（平成10年） | 54,819           | [ 神奈川県統計 1 ]  |
| 1999年（平成11年） | 54,009           | [ 神奈川県統計 2 ]  |
| 2000年（平成12年） | 54,052           | [ 神奈川県統計 2 ]  |
| 2001年（平成13年） | 53,813           | [ 神奈川県統計 3 ]  |
| 2002年（平成14年） | 53,378           | [ 神奈川県統計 4 ]  |
| 2003年（平成15年） | 53,360           | [ 神奈川県統計 5 ]  |
| 2004年（平成16年） | 53,458           | [ 神奈川県統計 6 ]  |
| 2005年（平成17年） | 54,041           | [ 神奈川県統計 7 ]  |
| 2006年（平成18年） | 54,760           | [ 神奈川県統計 8 ]  |
| 2007年（平成19年） | 55,627           | [ 神奈川県統計 9 ]  |
| 2008年（平成20年） | 55,990           | [ 神奈川県統計 10 ] |
| 2009年（平成21年） | 55,147           | [ 神奈川県統計 11 ] |
| 2010年（平成22年） | 54,599           | [ 神奈川県統計 12 ] |
| 2011年（平成23年） | 54,465           | [ 神奈川県統計 13 ] |
| 2012年（平成24年） | 54,984           | [ 神奈川県統計 14 ] |
| 2013年（平成25年） | 55,545           | [ 神奈川県統計 15 ] |
| 2014年（平成26年） | 54,812           | [ 神奈川県統計 16 ] |
| 2015年（平成27年） | 55,600           | [ 神奈川県統計 17 ] |
| 2016年（平成28年） | 56,066           | [ 神奈川県統計 18 ] |
| 2017年（平成29年） | 56,149           |                     |
| 2018年（平成30年） | 56,519           |                     |
| 2019年（令和元年） | 55,778           |                     |
| 2020年（令和02年） | 41,684           |                     |
| 2021年（令和03年） | 44,264           |                     |
| 2022年（令和04年） | 48,532           |                     |
| 2023年（令和05年） | 51,508           |                     |

## 駅周辺
駅周辺は市の中心市街になる。北口が市役所や市民文化会館などの行政施設から、イオン等の大型商業施設が進出している他、一部工場地帯が集積している。南口は美術館や図書館等の文化施設が配置されており、住宅と商店が入り混じった地域になる。

### 北口
- ラスカ茅ヶ崎
- ヤマダデンキ LABI LIFE SELECT茅ヶ崎
- エメロード商店街
- 東横INN湘南茅ヶ崎駅北口
- 茅ヶ崎市役所
- 茅ヶ崎市立病院
- 茅ヶ崎市民文化会館
- 中央公園
- 茅ヶ崎市総合体育館
- 神奈川県警察茅ケ崎警察署
- 茅ケ崎警察署茅ケ崎駅前交番
- 茅ヶ崎郵便局
  - ゆうちょ銀行茅ヶ崎店
- 茅ヶ崎茶屋町郵便局
- そよら湘南茅ヶ崎（旧・イオンスタイル湘南茅ヶ崎）[19]
  - イオンシネマ茅ヶ崎
- イオン茅ヶ崎中央店
- フレスポ茅ヶ崎
- 電源開発技術開発センター・茅ヶ崎研究所
- 国道1号
- 神奈川県道309号茅ヶ崎停車場線
- 文教大学
- 神奈川県立茅ケ崎高等学校
- 神奈川県立鶴嶺高等学校
- 手形モニュメント（加山雄三・野口聡一・土井隆雄・12代目市川團十郎・山本昌広）
- 京急自動車学校茅ヶ崎校
- TOTO茅ヶ崎工場
- 鶴が台団地
- 三井住友銀行 茅ヶ崎支店
- 三菱UFJ銀行茅ヶ崎支店
- みずほ銀行 茅ヶ崎支店
- 横浜銀行 茅ヶ崎支店
- スルガ銀行 茅ヶ崎支店

### 南口
- 茅ヶ崎徳洲会病院
- 茅ヶ崎市立図書館
- 茅ヶ崎市美術館
- 茅ケ崎警察署茅ケ崎駅南口交番
- 雄三通り（神奈川県道310号茅ヶ崎停車場茅ヶ崎線）
- 茅ヶ崎海岸郵便局
- 茅ヶ崎南湖郵便局
- 茅ヶ崎若松郵便局
- 茅ヶ崎松が丘郵便局
- 茅ヶ崎漁港
- 神奈川県立茅ケ崎西浜高等学校
- 氷室椿庭園
- サザンビーチちがさき
- 茅ヶ崎公園野球場
- 茅ヶ崎ゴルフ倶楽部
- 浜見平団地
- 湘南信用金庫 茅ヶ崎南口支店
- マックスバリュエクスプレス茅ヶ崎若松店

### かつてあったもの
- 相模鉄道本社

## バス路線
停留所は北口広場の「茅ヶ崎駅」と南口広場の「茅ヶ崎駅南口」で、駅名は「茅ケ崎」であるが、停留所名は「茅ヶ崎」となっている。

### 北口（茅ヶ崎駅）
| のりば | 運行事業者             | 系統・行先 | 備考                                                                          |
| ------ | ---------------------- | --- | ----------------------------------------------------------------------------- |
| 1      | 神奈川中央交通         | - 湘11：湘南台駅西口 - 茅03：湘南ライフタウン - 茅50：文教大学                                                    |                                                                               |
| 2      | 神奈川中央交通         | - 茅15：鶴が台団地 - 茅17・茅81：松風台 - 茅19：湘南みずき循環                                                    | - 「茅19」の一部便は湘南みずき止まり - 「茅81」は平日のみ、深夜バスとして運行 |
| 3      | 神奈川中央交通         | - 茅06：平塚駅北口 - 茅31：松尾循環 - 茅35：浜見平団地                                                            |                                                                               |
| 4      | 神奈川中央交通         | - 茅14：室田循環 - 茅16：室田二丁目 - 辻01：辻堂駅北口 - 辻09：高山車庫 - 藤07・藤08・藤21：藤沢駅北口            | 「藤08」は平日午前のみ運行                                                    |
| 5      | 神奈川中央交通         | - 茅41・茅45：小谷 - 茅46：景観寺 - 茅48：古川・今宿循環 - 茅52：西一之宮 - 茅53・茅54：寒川駅南口 - 茅55：神の倉 | 「茅46」・「茅52」・「茅55」は夜間のみ運行                                    |
| 5      | - 京成バス千葉イースト | 空港連絡バス：成田空港                                                                                            |                                                                               |
| 6      | 神奈川中央交通         | - 茅25：寒川駅南口 - 茅26：文教大学                                                                               |                                                                               |

その他
- 毎年大晦日より正月三が日までの期間には寒川神社への初詣客向けに臨時直通バスが運行されている。

### 南口（茅ヶ崎駅南口）
| のりば | 運行事業者     | 系統・行先 | 備考                                                        |
| ------ | -------------- | --- | ----------------------------------------------------------- |
| 1      | 神奈川中央交通 | - 茅09：東海岸循環 - 茅33：浜見平団地・松尾循環 - 茅37：浜見平団地 - 茅38：柳島スポーツ公園 - 臨時：サザン通り南（サザンビーチちがさき） | - 「茅33」の一部便は松尾入口止まり - 「臨時」は夏季のみ運行 |
| 2      | 神奈川中央交通 | 辻02・辻12・辻13：辻堂駅南口 |                                                             |
| 4      | えぼし号       | - 東部循環市立病院線松が丘コース：松が丘方面・市立病院 - 中海岸南湖循環市立病院線：サザンビーチ入口・市立病院                            |                                                             |

## 発車メロディ

### 現在の使用状況

#### サザンオールスターズ楽曲の導入について
- 2000年8月に茅ヶ崎市出身の桑田佳祐率いるサザンオールスターズが茅ヶ崎公園野球場にて凱旋コンサートを開催し、「茅ヶ崎=サザン」のイメージが確固たるものとなった。そこで、市の代表駅である当駅でサザンの楽曲を発車メロディに導入しようという計画が市民の間で浮上し、当駅を管轄するJR東日本横浜支社に要望書を提出した。導入希望曲は事前に市内で実施したアンケートによって決定され、ホーム数に合わせて計6曲（前述のアンケートの上位6曲。1位：「希望の轍」、2位：「TSUNAMI」、3位：「勝手にシンドバッド」、4位：「HOTEL PACIFIC」、5位：「いとしのエリー」、6位「真夏の果実」）が挙げられた[22]が、この時点では「スムーズな乗降に支障をきたす」として却下された。その代案として、凱旋コンサート開催の翌2001年の夏季のみ、駅構内BGMとしてオルゴールの楽曲を流した。
- その後2014年に市商工会青年部を中心としてサザン楽曲の発車メロディへの起用活動が再燃。署名運動が6月-7月の2週間にわたって行われ、1万を超える署名が集まり、JR東日本横浜支社へ提出された[23]。その結果、同年10月1日より、上記で1位に挙げられていた「希望の轍」が、東海道線ホーム5・6番線で発車メロディとして採用されることになった[8]。5番線にイントロ、6番線にサビのアレンジが用いられている[24][25]。この発車メロディは前述の特急「えぼし」の車内チャイムにも使われている。

#### そのほかの現在使用している発車メロディ
- 3番線では『JRE-IKST-021-10』を使用しているが[26]、上りの特急「湘南」専用ホームであるため流れるのは平日の朝のみである。
- 4番線では『JRE-IKST-021-08』を使用しているが[26]、下りの特急「湘南」専用ホームであり、さらに大半の列車は旅客線を経由するため、現行ダイヤでの使用機会は平日夜の2本（湘南21・23号）のみである。

### 過去の使用状況
- 3番線では2025年6月まで「JR-SH6」を使用していた。
- 4番線では2025年6月まで「JR-SH7」を使用しており、使用終了時点では当駅と本庄駅でしか使用されていない珍しいメロディーであった。
- 以前の6番線のメロディは他の駅では使用されていないオリジナル曲であった。かつては5番線でも同じ曲を使用していたが、どちらが発車するのかを区別させるため、2002年7月より東洋メディアリンクス製の「Gota del Vient」に変更されていた。
- 1・2番線では2021年9月28日より、茅ヶ崎市出身の加山雄三の「海 その愛」に変更された。茅ヶ崎商工会議所青年部の署名活動を通じ6000人の市民の要望を受け、相模線開業100周年事業の一つとして実現した[27][12]。しかしながら、相模線のワンマン化のため2022年3月11日限りで使用を停止し、使用期間は約半年弱とJR東日本の発車メロディの中でも比較的短命な曲となった。

## その他
- 1926年(大正15年)に相模鉄道(現JR相模線)ホーム付近で、側線路敷設のために行われていた工事中に「石神古墳 (茅ヶ崎市)」が発掘された。現在、古墳の石室に使われていた石が東海道線との分岐付近に置かれている。

## 隣の駅
東日本旅客鉄道（JR東日本）
 東海道線
- 特急「湘南」停車駅

■特別快速（湘南新宿ライン経由）
藤沢駅 (JT 08) - 茅ケ崎駅 (JT 10) - 平塚駅 (JT 11)
■普通（東京方面発着・上野東京ライン）・■快速（湘南新宿ライン経由、下り列車は戸塚駅から「普通」扱い）
辻堂駅 (JT 09) - 茅ケ崎駅 (JT 10) - 平塚駅 (JT 11)
東海道貨物線
藤沢駅 - 茅ケ崎駅 - 相模貨物駅
■相模線
茅ケ崎駅 - 北茅ケ崎駅

### 記事本文